# Institut d'astrophysique de Paris

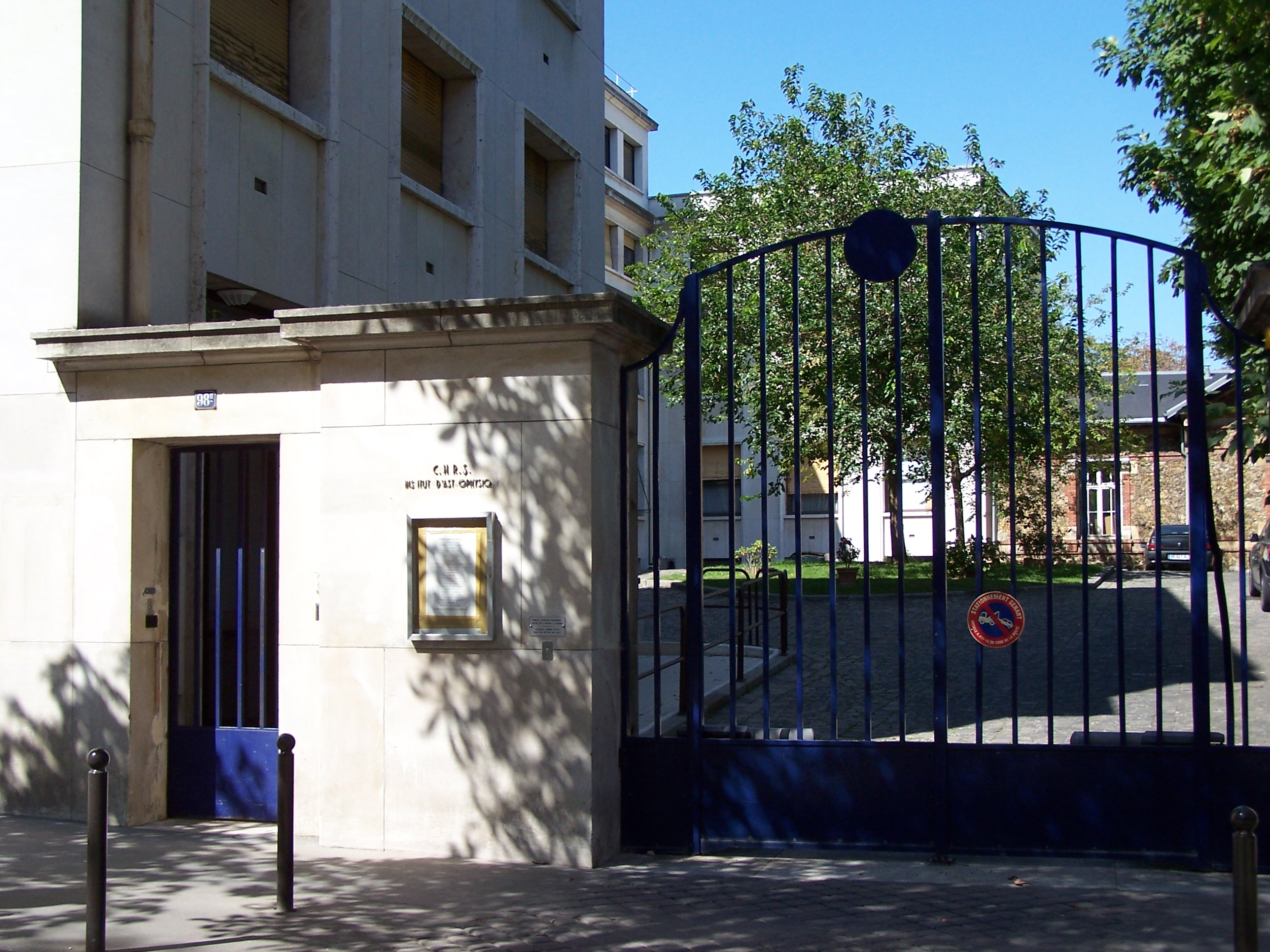
Edificio principal del IAP

El Institut d'astrophysique de Paris (IAP, es: Instituto de Astrofísica de París) es un instituto de investigación en París, Francia. El instituto forma parte de La Universidad Sorbona y está vinculado al CNRS. Se encuentra en París, al lado del Observatorio de París. El IAP fue fundado en 1936 por el Ministerio de Educación de Francia bajo la dirección de Jean Zay.

## Investigadores famosos
- Catherine Heymans, una astrofísica británica
- Yūko Kakazu, una astrónoma japonesa
- Isabel Márquez Pérez, una astrónoma española
- Jean-Claude Pecker, un astrofísico francés